# 土卫二十二
土卫二十二（S/2000 S 6, Ijiraq）是环绕土星运行的一颗正轉不規則卫星，在2000年被 約翰·卡維拉斯和布萊特·格萊德曼發現，隨後並給它一個暫時性的編號S/2000 S 6。直到2003年才替它取了一個正式的英文名伊耶拉克（Ijiraq），而伊耶拉克在因努伊特神話中的一個怪物。

## 命名
位在麥克馬斯特大學的天文學家約翰·卡維拉斯，以因努伊特神話中的伊耶拉克（Ijiraq）作為它的英文名，這首次跳脫了以希臘神話或羅馬神話中的人物為衛星命名的習慣。他發現衛星後，就開始為它找一個適當的名稱，他希望一個可以融合多種文化卻又可以代表加拿大的名字，但經過數個月的思考和詢問許多人文學者後，他還是無法找到一個適當的名稱。直到2001年3月，他在為他還孩子讀一本因努伊特的故事書時，他發現伊耶拉克是一個喜歡躲躲藏藏的怪物，這就和所有土星的小衛星一樣，喜歡躲躲藏藏的，另外，因努伊特人住在北極圈內，非常的冷，也和土衛二十二一樣。因此，他就將土衛二十二取為伊耶拉克。

## 軌道特性

此圖為土衛二十二與其他土星衛星的比較圖，藍色為因紐特衛星群，紅色為高盧衛星群。

土衛二十二離土星平均為11100000公里，軌道傾角46°，其軌道與土衛二十四非常類似。左圖為土衛二十二和其他軌道類似的正轉衛星之比較，圖裡黃色的線條表示每個衛星的離心率，線條的兩端分別衛星的近日點和遠日點。一般來說，土衛二十二受到古在共振（Kozai resonance）的影響，他的離心率和軌道傾角會隨時間變化，而且它的近心點角十分不穩定，它的近心點角大約在90°左右，但有高達60°度的振幅。

## 物理特性
一般來說，土衛二十二屬於因紐特群的一員，而有趣的是，它似乎比其他因紐特群還「紅」的許多（土衛二十、土衛二十四和土衛二十九），在紅光的部份它的光譜斜率（一個物體的反射比和它反射波長之間函數的斜率）比一般衛星還高出許多（每100nm升19.5%），這表示它對紅光的反射率長強，但對其他顏色的光卻非常弱，換言之他是一個非常紅的行星，這個現象在一般的外海王星天體（如塞德娜）很常見，但對衛星來說卻是十分罕見。另外，土衛二十二的光譜顯示他的表面很有可能有冰的存在。